# Rhinow
Rhinow is een gemeente in de Duitse deelstaat Brandenburg, en maakt deel uit van het Landkreis Havelland.

## Demografie
| Jaar | Inwoners |
| ---- | -------- |
| 1875 | 1 397    |
| 1890 | 1 512    |
| 1910 | 1 540    |
| 1925 | 1 533    |
| 1933 | 1 551    |
| 1939 | 1 713    |
| 1946 | 2 728    |
| 1950 | 2 553    |
| 1964 | 2 051    |
| 1971 | 2 052    |

| Jaar | Inwoners |
| ---- | -------- |
| 1981 | 2 198    |
| 1985 | 2 213    |
| 1989 | 2 222    |
| 1990 | 2 146    |
| 1991 | 2 090    |
| 1992 | 2 065    |
| 1993 | 2 086    |
| 1994 | 2 070    |
| 1995 | 2 103    |
| 1996 | 2 111    |

| Jaar | Inwoners |
| ---- | -------- |
| 1997 | 2 154    |
| 1998 | 2 165    |
| 1999 | 2 146    |
| 2000 | 2 101    |
| 2001 | 2 021    |
| 2002 | 2 012    |
| 2003 | 1 967    |
| 2004 | 1 959    |
| 2005 | 1 933    |
| 2006 | 1 874    |

| Jaar | Inwoners |
| ---- | -------- |
| 2007 | 1 821    |
| 2008 | 1 758    |
| 2009 | 1 714    |
| 2010 | 1 716    |
| 2011 | 1 695    |
| 2012 | 1 667    |
| 2013 |          |

Gegevensbronnen worden beschreven in de Wikimedia Commons..
Brieselang ·
Dallgow-Döberitz ·
Falkensee ·
Friesack ·
Gollenberg ·
Großderschau ·
Havelaue ·
Ketzin ·
Kleßen-Görne ·
Kotzen ·
Märkisch Luch ·
Milower Land ·
Mühlenberge ·
Nauen ·
Nennhausen ·
Paulinenaue ·
Pessin ·
Premnitz ·
Rathenow ·
Retzow ·
Rhinow ·
Schönwalde-Glien ·
Seeblick ·
Stechow-Ferchesar ·
Wiesenaue ·
Wustermark